# Maxillaria binotii
Maxillaria binotii är en orkidéart som beskrevs av De Wild. Maxillaria binotii ingår i släktet Maxillaria och familjen orkidéer. Inga underarter finns listade i Catalogue of Life.